# Sucesión de Farey

Diagrama de Farey para F_{8}.

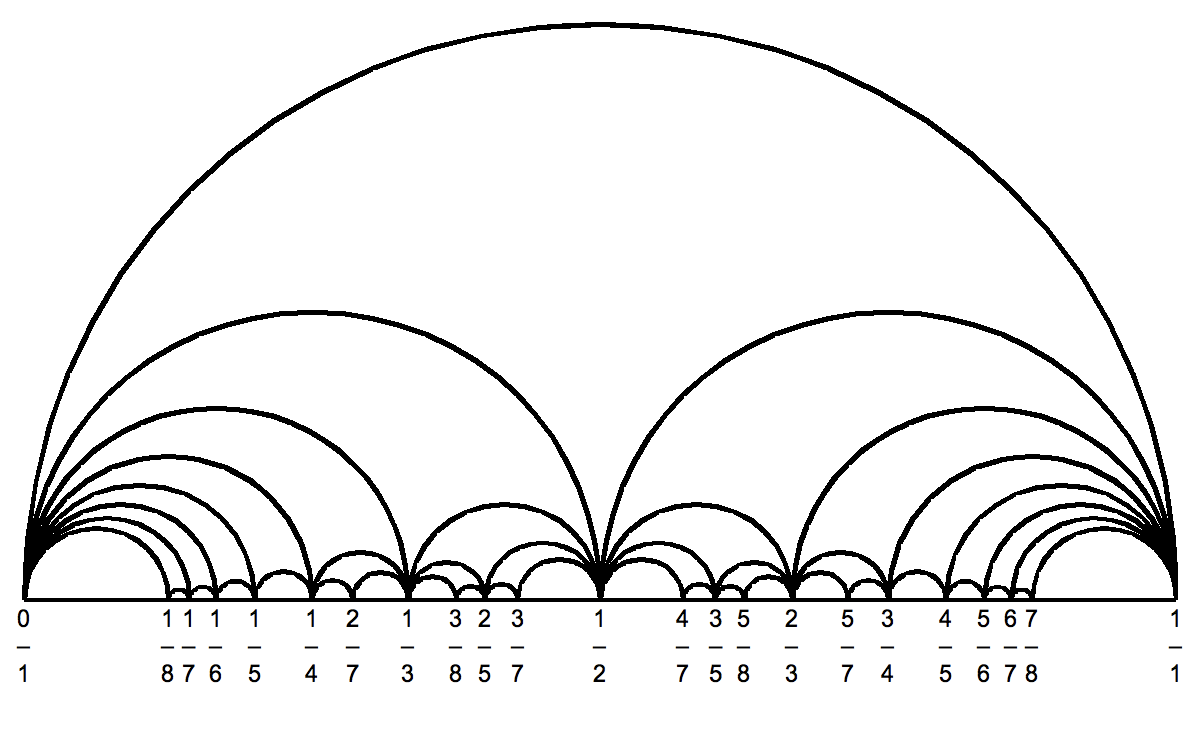
Diagrama de Farey para F_{8}.

Patrón simétrico hecho por los denominadores de la serie de Farey, F_{8}.

Patrón simétrico hecho por los denominadores de la serie de Farey, F_{25}.

Una sucesión de farey es una sucesión matemática de fracciones irreductibles entre 0 y 1 que tienen un denominador menor o igual a ¨¨n'¨¨ en orden creciente.
Cada sucesión de Farey comienza en el 0, denotado por la fracción: {\displaystyle {\frac {0}{1}}}, y termina en el 1, denotado por la fracción: {\displaystyle {\frac {1}{1}}}, aunque algunos autores suelen omitir ambos términos.

## Construcción
Una sencilla manera algorítmica de construir la sucesión de Farey para un número n (por ejemplo, el 4):
- Se construyen unas fracciones con todas las combinaciones posibles de los números del 1 al 4:

{\displaystyle {\frac {1}{1}},\;{\frac {1}{2}},\;{\frac {1}{3}},\;{\frac {1}{4}},\;{\frac {2}{1}},\;{\frac {2}{2}},\;{\frac {2}{3}},\;{\frac {2}{4}},\;{\frac {3}{1}},\;{\frac {3}{2}},\;{\frac {3}{3}},\;{\frac {3}{4}},\;{\frac {4}{1}},\;{\frac {4}{2}},\;{\frac {4}{3}},\;{\frac {4}{4}}.}
- Se eliminan aquellas fracciones superiores a 1 (o dicho de otra manera, en las que el numerador sea mayor que el denominador):

{\displaystyle {\frac {1}{1}},\;{\frac {1}{2}},\;{\frac {1}{3}},\;{\frac {1}{4}},\;{\frac {2}{2}},\;{\frac {2}{3}},\;{\frac {2}{4}},\;{\frac {3}{3}},\;{\frac {3}{4}},\;{\frac {4}{4}}.}
- Se simplifican todas las fracciones, descartando las repetidas:

{\displaystyle {\frac {1}{1}},\;{\frac {1}{2}},\;{\frac {1}{3}},\;{\frac {1}{4}},\;{\frac {2}{3}},\;{\frac {3}{4}}.}
- Se ordena el resultado de menor a mayor, agregando el 0 (0⁄1) al principio:

{\displaystyle {\frac {0}{1}},\;{\frac {1}{4}},\;{\frac {1}{3}},\;{\frac {1}{2}},\;{\frac {2}{3}},\;{\frac {3}{4}},\;{\frac {1}{1}}.}

## Ejemplo
La sucesión de Farey para n entre 1 y 8 es la siguiente:
{\displaystyle F_{1}=\left\{{\frac {0}{1}},\;{\frac {1}{1}}\right\}}
{\displaystyle F_{2}=\left\{{\frac {0}{1}},\;{\frac {1}{2}},\;{\frac {1}{1}}\right\}}
{\displaystyle F_{3}=\left\{{\frac {0}{1}},\;{\frac {1}{3}},\;{\frac {1}{2}},\;{\frac {2}{3}},\;{\frac {1}{1}}\right\}}
{\displaystyle F_{4}=\left\{{\frac {0}{1}},\;{\frac {1}{4}},\;{\frac {1}{3}},\;{\frac {1}{2}},\;{\frac {2}{3}},\;{\frac {3}{4}},\;{\frac {1}{1}}\right\}}
{\displaystyle F_{5}=\left\{{\frac {0}{1}},\;{\frac {1}{5}},\;{\frac {1}{4}},\;{\frac {1}{3}},\;{\frac {2}{5}},\;{\frac {1}{2}},\;{\frac {3}{5}},\;{\frac {2}{3}},\;{\frac {3}{4}},\;{\frac {4}{5}},\;{\frac {1}{1}}\right\}}
{\displaystyle F_{6}=\left\{{\frac {0}{1}},\;{\frac {1}{6}},\;{\frac {1}{5}},\;{\frac {1}{4}},\;{\frac {1}{3}},\;{\frac {2}{5}},\;{\frac {1}{2}},\;{\frac {3}{5}},\;{\frac {2}{3}},\;{\frac {3}{4}},\;{\frac {4}{5}},\;{\frac {5}{6}},\;{\frac {1}{1}}\right\}}
{\displaystyle F_{7}=\left\{{\frac {0}{1}},\;{\frac {1}{7}},\;{\frac {1}{6}},\;{\frac {1}{5}},\;{\frac {1}{4}},\;{\frac {2}{7}},\;{\frac {1}{3}},\;{\frac {2}{5}},\;{\frac {3}{7}},\;{\frac {1}{2}},\;{\frac {4}{7}},\;{\frac {3}{5}},\;{\frac {2}{3}},\;{\frac {5}{7}},\;{\frac {3}{4}},\;{\frac {4}{5}},\;{\frac {5}{6}},\;{\frac {6}{7}},\;{\frac {1}{1}}\right\}}
{\displaystyle F_{8}=\left\{{\frac {0}{1}},\;{\frac {1}{8}},\;{\frac {1}{7}},\;{\frac {1}{6}},\;{\frac {1}{5}},\;{\frac {1}{4}},\;{\frac {2}{7}},\;{\frac {1}{3}},\;{\frac {3}{8}},\;{\frac {2}{5}},\;{\frac {3}{7}},\;{\frac {1}{2}},\;{\frac {4}{7}},\;{\frac {3}{5}},\;{\frac {5}{8}},\;{\frac {2}{3}},\;{\frac {5}{7}},\;{\frac {3}{4}},\;{\frac {4}{5}},\;{\frac {5}{6}},\;{\frac {6}{7}},\;{\frac {7}{8}},\;{\frac {1}{1}}\right\}}

## Historia
«La historia de la 'sucesión de Farey' es muy curiosa.» (Hardy & Wright, "An Introduction to the Theory of Numbers", Capítulo III)

«...una vez más, el hombre que dio nombre a la relación matemática no fue el descubridor original según ha quedado registrado.» (Beiler, "Recreations in the Theory of Numbers", Capítulo XVI)

Las sucesiones de Farey reciben el nombre del geólogo británico John Farey, quién publicó una carta sobre ellas en un número de la revista Philosophical Magazine en 1816. En ella Farey conjeturó que cada término de la sucesión es el cociente de la suma de los numeradores y la suma de los denominadores de sus términos vecinos — aunque, por lo que se sabe, no llegó a probar esta propiedad. La carta de Farey fue leída por el famoso matemático Cauchy quien sí probó la afirmación de Farey en su libro Exercises de mathématique prueba junto a la que se atribuye el resultado a Farey. Pero de hecho, fue otro matemático, un tal C.Haros, el que primero publicó un resultado semejante en el año 1812, aunque es prácticamente cierto que ni Farey ni Cauchy conocían tal hecho. Así es que, una vez más, un accidente histórico ligó el nombre de Farey con este tipo de sucesiones en lugar del nombre de su descubridor original.

## Propiedades

### Longitud de la sucesión
La sucesión de Farey de orden n contiene todos los miembros de las sucesiones de Farey de un orden menor. En particular Fn contiene todos los miembros de Fn−1 así como una fracción adicional de cada número que es menor que n y coprimo con n. Por ejemplo, F6 contiene a F5 junto con las fracciones ¹⁄6 y 5⁄6. El término medio de una sucesión de Farey es siempre ¹⁄2 para todo n > 1.
De este hecho se puede extraer una relación entre Fn y Fn−1 utilizando la función φ(n) de Euler:
{\displaystyle |F_{n}|=|F_{n-1}|+\varphi (n)}
Y dado que |F1| = 2, se puede derivar una expresión de la longitud de Fn como:
{\displaystyle |F_{n}|=1+\sum _{m=1}^{n}\varphi (m)}
Por otra parte, el comportamiento asintótico de |Fn| es:
{\displaystyle |F_{n}|\sim {\frac {3n^{2}}{\pi ^{2}}}}

## Vecinos de Farey
Las fracciones que antedecen y siguen a cada término de la sucesión (vecinos de Farey) tienen las siguientes propiedades:
Si a⁄b y c⁄d son vecinos en la sucesión de Farey con a⁄b < c⁄d, entonces su diferencia c⁄d − a⁄b es igual a 1⁄bd. Y puesto que
{\displaystyle {\frac {c}{d}}-{\frac {a}{b}}={\frac {bc-ad}{bd}}}
esto es equivalente a afirmar que:
{\displaystyle bc-ad=1}
Por ejemplo, 1⁄3 y 2⁄5 son vecinos de F5, y su diferencia es 1⁄15.
La afirmación inversa también es cierta. Si
{\displaystyle bc-ad=1}
para los enteros positivos a,b,c and d con a < b y c < d entonces a⁄b y c⁄d serán vecinos en una sucesión de Farey de orden max(b, d).
Si p⁄q tiene como vecinos a a⁄b y c⁄d en alguna sucesión de Farey, con:
{\displaystyle {\frac {a}{b}}<{\frac {p}{q}}<{\frac {c}{d}}}
entonces p⁄q es el cociente de la suma de los denominadores y los numeradores de a⁄b y c⁄d — en otras palabras,
{\displaystyle {\frac {p}{q}}={\frac {a+c}{b+d}}}
Y, si a⁄b y c⁄d son vecinos en una sucesión de Farey, entonces el primer término que aparece entre ellos cuando el orden de la sucesión de Farey se incrementa es 
{\displaystyle {\frac {a+c}{b+d}}}
que aparece primero en la sucesiónd de Farey de orden b+d.
Por ejemplo, el primer término que aparece entre 1⁄3 y 2⁄5 es 3⁄8, que aparece en F8.
El árbol de Stern-Brocot es una estructura de datos que muestra cómo se construye la sucesión desde el término primero (= 0⁄1) y segundo (= 1⁄1), tomando los sucesivos cocientes de sumas de numeradores y denominadores.
Las fracciones que aparecen como vecinas en una sucesión de Farey tienen expansiones en [fracción continua|fracciones continuas] relacionadas. Cada fracción tiene dos expanciones en fracciones continuas - en una de ellas el último término es 1; en la otra el último término es mayor que 1. Si, que aparece por primera vez en una sucesión de Farey Fq, tiene expansiones en fracciones continuas como
{\displaystyle [0,\;a_{1},\;a_{2},\;...,\;a_{n-1},\;a_{n},\;1]}
{\displaystyle [0,\;a_{1},\;a_{2},\;...,\;a_{n-1},\;a_{n}+1]}
entonces, el vecino más cercano de p⁄q en Fq (que será su vecino con mayor denominador) tiene una expansión en fracciones continuas como 
{\displaystyle [0,\;a_{1},\;a_{2},\;...,\;a_{n}]}
y su otro vecino tiene una expansión en fracciones continuas como
{\displaystyle [0,\;a_{1},\;a_{2},\;...,\;a_{n-1}]}
Por ejemplo, 3⁄8 tiene dos expansiones en fracciones continuas [0,2,1,1,1] y [0,2,1,2], y sus vecinos en F8 son 2⁄5, que puede expandirse como [0,2,1,1], y 1⁄3, que puede expandirse como [0,2,1].

## Círculos de Ford

Círculos de Ford

Existe una conexión interesante entre las sucesiones de Farey y los círculos de Ford.
Para cada fracción irreducible p/q existe un círculo de Ford C[p/q], que es el círculo de radio 1/2q² y centro en (p/q,1/2q²). Dos círculos de Ford pueden ser bien disjuntos bien tangentes entre sí - dos círculos de Ford nunca se intersecan. Si 0<p/q<1 entonces los círculos de Ford que son tangentes a C[p/q] son precisamente los círculos de Ford de las fracciones que son vecinas de p/q en alguna sucesión de Farey.
Por ejemplo, C[2/5] es tangente a C[1/2], C[1/3], C[3/7], C[3/8] etc.

## Hipótesis de Riemann
Las secuencias de Farey se utilizan en dos fórmulas equivalentes a la Hipótesis de Riemann. Supongamos que los términos de {\displaystyle F_{n}} son {\displaystyle \{a_{k,n}:k=0,1,\ldots ,m_{n}\}}. Definimos {\displaystyle d_{k,n}=a_{k,n}-k/m_{n}}, en otra palabras {\displaystyle d_{k,n}} es la diferencia entre k (que es el conjunto de puntos que están distribuidos en el intervalo unidad) y n (que es el número de términos de la secuencia de Farey). En 1924 Jérôme Franel demostró que:
{\displaystyle \sum _{k=1}^{m_{n}}d_{k,n}^{2}=O(n^{r})\quad \forall r>-1}
es equivalente a la hipótesis de Riemann, y luego Edmund Landau observó (justo después de Franel) que la declaración:
{\displaystyle \sum _{k=1}^{m_{n}}|d_{k,n}|=O(n^{r})\quad \forall r>1/2}